# Trần Huyền Trân
Trần Huyền Trân (tên khai sinh là Trần Đình Kim; 1913–1989) là nhà thơ, kịch tác gia Việt Nam, được truy tặng Giải thưởng Nhà nước về Văn học Nghệ thuật vào năm 2007.  

## Tiểu sử
Trần Huyền Trân (tên khai sinh là Trần Đình Kim; các bút danh: Trần Kim, Bình Minh, Lê Dân, Trần Thế, Cô Vân Anh) sinh ngày 13 tháng 09 năm 1913 tại Hà Nội, quê gốc ở huyện Ân Thi, tỉnh Hương Yên.
Bút danh Trần Huyền Trân của ông có nguồn gốc như sau: Trong số những cô gái làm việc cho quán hát cô đầu có một cô gái cũng mang họ Trần do có mang nên bị đuổi việc. Thương cảm trước hoàn cảnh éo le của cô gái ông đã đứng ra cưu mang, lo cho cô sinh nở và khi cô sinh con gái ông đã đặt tên là Trần Huyền Trân (ý nói hai người họ Trần vì "Trân" thêm dấu huyền thành "Trần"). Sau đó ông dùng bút danh là Trần Huyền Trân.
Trước năm 1945, Trần Huyền Trân tham gia phong trào Thơ mới, viết văn, làm thơ, làm báo.  Sau Cách mạng tháng Tám, ông tham gia Việt Minh, hoạt động trong Hội Văn hóa Cứu quốc, lên Việt Bắc chống Pháp, tham gia Đoàn sân khấu Việt Nam, công tác ở Bộ Tuyên truyền, phụ trách đoàn kịch Tháng Tám.
Sau 1954, Trần Huyền Trân chuyển sang hoạt động chủ yếu ở lĩnh vực sân khấu. Ông làm việc ở Ban Sân khấu – Vụ Nghệ thuật, Ủy viên thường vụ Hội Văn nghệ Hà Nội và Hội Nghệ sĩ Sân khấu Việt Nam, Phó trưởng đoàn Văn công Nhân dân Trung ương, chỉ đạo nghệ thuật Đoàn chèo Hà Nội. Cùng với một số người bạn như nhà viết kịch Lộng Chương, Lưu Quang Thuận, Giáo sư Hà Văn Cầu, Nguyễn Đình Hàm… các ông thành lập nhóm chèo Cổ Phong để có nơi bảo lưu những giá trị nghệ thuật của dân tộc và đào tạo nghề cho các lớp diễn viên.
Ông là hội viên sáng lập Hội Nhà văn Việt Nam năm 1957. 
Ông mất ngày 22 tháng 04 năm 1989 tại Hà Nội.

## Sự nghiệp
Trong 76 năm cuộc đời, Trần Huyền Trân chỉ dành cho thơ độ bảy, tám năm, chủ yếu là từ 1939 - 1946. Sau này, tuy thỉnh thoảng ông có viết một đôi bài thơ, nhưng sự nghiệp chính của ông từ 1945 trở đi, gắn với lĩnh vực sân khấu nhiều hơn.
Sự nghiệp thơ của ông được mở rộng và phát huy sâu sắc qua những vở chèo, kịch thơ mà ông biên soạn và đạo diễn. Bộ ba tác phẩm chèo cổ đỉnh cao do Trần Huyền Trân sưu tầm, cải biên và chỉnh lý, những trích đoạn đã trở thành mẫu mực của nghệ thuật chèo là: "Quan âm Thị Kính", "Vân dại" và "Trương Viên". Sau này khi làm việc ở Đoàn chèo Hà Nội, ông còn lừng danh qua các vở "Tú Uyên Giáng Kiều" (tác giả kiêm đạo diễn) và "Ni cô Đàm Vân" (chuyển thể và đạo diễn).
Năm 2007, ông được truy tặng Giải thưởng Nhà nước về Văn học Nghệ thuật với các tiểu thuyết: Sau ánh sáng, Bóng người trên gác binh và tập thơ Rau tần.

## Tác phẩm chính
- Sau ánh sáng (tiểu thuyết, 1940);
- Bóng người trên gác binh (tiểu thuyết, 1940);

- Tấm lòng người kỹ nữ (tiểu thuyết, 1941);
- Người ngàn thu cũ (tiểu thuyết, 1942);
- Phá xiềng (viết chung);
- 19-8 (viết chung);
- Chim lồng (truyện),
- Lẽ sống (truyện),
- Lên đường.
- Quan Âm Thị Kính (chỉnh lý chèo cổ);
- Ni cô Đàm Vân (chuyển thể chèo);
- Tú Uyên – Giáng Kiều (chèo);
- Vân dại (chỉnh lý chèo cổ);
- Rau tần (thơ, 1986).

Nguồn:

## Vinh danh
- Giải thưởng Nhà nước về Văn học Nghệ thuật năm 2007.

## Gia đình
Trần Huyền Trân kết hôn với diễn viên Bùi Hạc Đính (nổi tiếng với vai Thị Lộ trong vở kịch Lệ Chi Viên và vai Mai trong bộ phim Nửa chừng xuân) và đưa cả vợ con đi theo cách mạng, lập Đoàn kịch Tháng Tám và Đoàn chèo Lạc Việt. Một con trai của ông là đạo diễn Trần Kim Bằng.